# Elme de Villiers
Elsie Magdalena „Elme“ de Villiers (* 11. März 1993 in Kroonstad) ist eine südafrikanische Badmintonspielerin. 

## Karriere
Elme de Villiers siegte bei den Mauritius International 2013, den Botswana International 2013, den South Africa International 2013, den Zambia International 2014 und den Botswana International 2014. 2014 startete sie bei den Commonwealth Games. Bei den Badminton-Afrikameisterschaften gewann sie 2013 und 2014 Gold mit dem südafrikanischen Team.